# Oerlsdorf
Oerlsdorf ist ein Ortsteil der Gemeinde Föritztal im Landkreis Sonneberg in Thüringen.

## Lage
Oerlsdorf liegt nahe der Grenze zu Bayern. Das Dorf befindet sich mit Heubisch, Mupperg und Mogger in der südlichsten Spitze der Oberlinder Ebene in einem landwirtschaftlich geprägten Gebiet. Das Dorf ist verkehrsmäßig mit der Kreisstraße 27 verbunden.

## Geschichte
1275 wurde der Ort Oerlsdorf erstmals urkundlich erwähnt.
Nach der Wende schlossen sich die Landwirtschaftsbetriebe im südlichen Kreis Sonneberg zur Agrarprodukt Sonneberg e.G. mit der LPG Sonneberg zusammen. Es gibt auch einen Gartenbaubetrieb und andere Einrichtungen.
Am 1. Juli 1950 wurde das Dorf nach Mupperg eingemeindet und ging 1994 in Föritz auf. Föritz schloss sich am 6. Juli 2018 mit weiteren Gemeinden zur neuen Gemeinde Föritztal zusammen.

## Persönlichkeiten
- Gustav August Munzer (1887–1973), Architekt

## Dialekt
In Oerlsdorf wird Itzgründisch, ein mainfränkischer Dialekt, gesprochen.